# Isidoro Chirulli
Isidoro Chirulli (Martina Franca, 1683 – Martina Franca, 1771) è stato un presbitero italiano.

## Biografia
Dopo i primi studi andò a Napoli per studiare giurisprudenza, ma  l'arcivescovo Giacomo Caracciolo lo convinse a vestire l'abito talare. Tornato a Martina Franca ricoprì vari ruoli ecclesiastici fino a diventare arciprete. Nel novembre 1740 fu scomunicato per una lite che si era svolta qualche tempo prima fra preti. Andò a Roma e fu assolto dalle accuse da papa Benedetto XIV. Nel 1748 sulla pianta della vecchia chiesa fece costruire la collegiata di San Martino. Fu persona di grande cultura e fra le altre sue opere si ricorda la "Istoria cronologica della Franca Martina con gli avvenimenti più notabili del regno di Napoli" in 3 tomi che è sicuramente la più affidabile documentazione sugli avvenimenti di quel periodo.

## Opere
- Istoria cronologica della Franca Martina: cogli avvenimenti più notabili del Regno di Napoli, 3 voll., Ricciardo, 1749.

| Controllo di autorità | VIAF (EN) 88736341 · ISNI (EN) 0000 0000 6222 6444 |